# Benet XIV
Benet XIV, en llatí Benedictus PP. XIV, nascut Prospero Lorenzo Lambertini (Bolonya , 31 de març de 1675 - Roma , 3 de maig de 1758), va ser el 247è bisbe de Roma i Papa de l'Església Catòlica des del 17 d'agost de 1740 (dia de l'elecció al 255è escrutini) fins a la seva mort. El seu pontificat, considerat un dels més significatius de la història del papat a l'edat moderna, va implementar una sèrie de reformes pastorals en l'esperit de la Il·lustració catòlica muratoriana
Home políticament realista i modern a l'hora d'abordar les relacions amb ateus i no catòlics, Benet XIV va posar en pràctica una sèrie de decrets destinats a cobrir els buits politicoadministratius deixats pels anteriors papes. Partidari del mecenatge no només humanista sinó també científic , el papa Lambertini va canviar d'actitud a partir dels anys 50, quan les tendències anticlericals de la Il·lustració, que veien l'orde dels jesuïtes com el seu principal antagonista, es van fer cada cop més alarmants .
Tema d'una viva disputa historiogràfica, dividida entre historiadors favorables al papa bolonyès pel seu esperit profètic en l'administració de l'Església, i intel·lectuals crítics amb ell per la seva política de concordat, el papa Lambertini va romandre conegut sobretot pel gran públic per la comèdia Il cardinale Lambertini del bolonyès Alfredo Testoni, en què el dramaturg destacava el caràcter "inconformista" que distingia l'històric Lambertini.

## Biografia

### Orígens i trajectòria eclesiàstica

#### Família i estudis primerencs
Pròspero Lorenzo Lambertini va néixer a Bolonya a la via delle Campane, després el seu nom, el 31 de març de 1675 de Marcello Lambertini i Lucrezia Bulgarini, filla de Carlo. Pròspero pertanyia, a través del seu pare, a la branca cadet d'una antiga família senatorial de Bolonya, la segona ciutat més important dels Estats Pontificis fins a la unificació d'Itàlia. Batejat el mateix dia del seu naixement per Carlo Evangelista Graffi, prebost de la catedral metropolitana de Bolonya, el futur pontífex va perdre aviat el seu pare (que va morir amb només 42 anys), mentre que la seva mare es va casar per segona vegada amb Luigi Bentivoglio, un comte, i va morir el 21 de novembre de 1705.
Pròspero va aprendre els primers rudiments de Paolo Pasi i del sacerdot Sante Stancari, i després va ser traslladat a l'internat bolonyès de l'Accademia degli Ardenti, conegut com Del Porto. Als tretze anys va ser finalment enviat el 1688 a Roma al Col·legi Clementí dirigit pels Pares Somascos, on va destacar pel seu intel·lectual viu entre els seus companys.

#### La carrera eclesiàstica i l'estima dels pontífexs
El jove Lambertini va ser observat l'any 1691 pel papa Innocenci XII, qui, després d'escoltar un discurs en llatí escrit pel mateix Lambertini sobre la Santíssima Trinitat i dedicat a ell, va quedar tan sorprès que li va concedir un petit benefici de cent escuts d'or, la primera de les recompenses que va rebre el pontífex durant la seva vida abans de la seva pujada al tron.
El 1694 es va llicenciar en teologia i in utroque iure a la Universitat de Roma, començant d'hora i amb molt agraïment per la seva carrera curial, que va seguir en tots els seus graus i càrrecs fins a arribar a 1708. Promotor de la Fe, el 1712 Canonge de la Basílica Vaticana amb prebenda teològica i el 1713 prelat, i després esdevingué secretari de la Congregació del Concili el 1718.  Lambertini era tingut en alta estima pel pontífex en càrrec, Climent XI, el qual demanava consell al prelat en les qüestions més greus i oneroses, relatives al dret canònic, branca en la que Lambertini excel·lia. El successor de Climent XI, Innocenci XIII, li va oferir el càrrec de canonista de la Penitenciaria Apostòlica.

#### El ràpid ascens sota Benet XIII: bisbe d'Ancona i cardenal

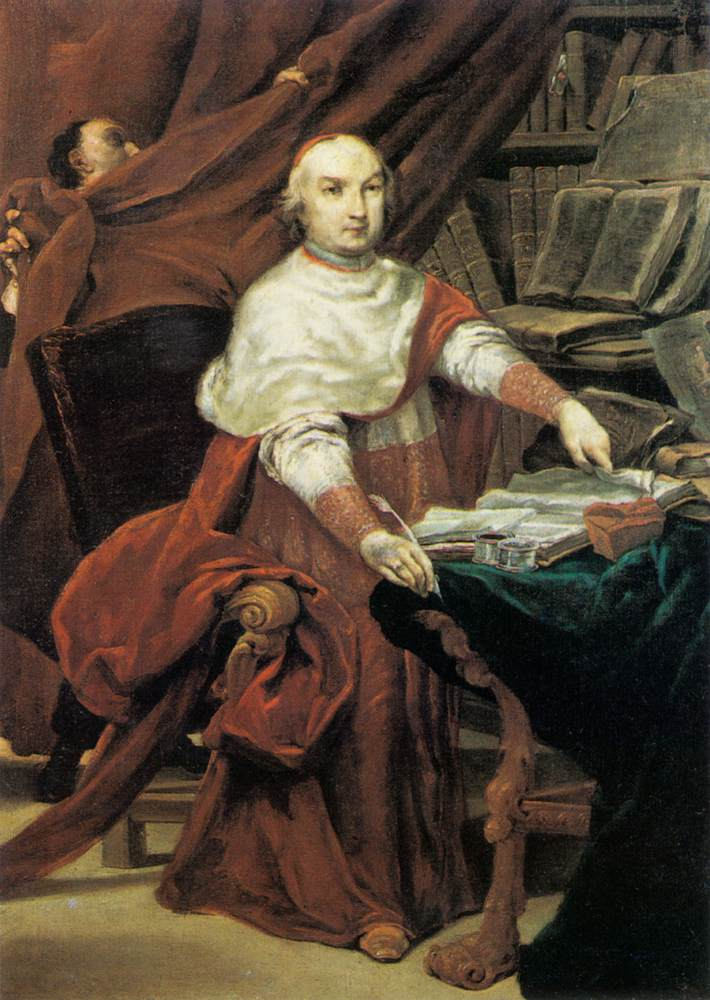
Giuseppe Maria Crespi, Retrat del Cardenal Prospero Lambertini (1739); oli sobre tela, 205x146,5 cm, Collezioni comunali d'arte, Bolonya

Lambertini va ser ordenat sacerdot el 2 de juliol de 1724, als gairebé cinquanta anys, quan ja es trobava al cim de la seva carrera curial. Gràcies al papa Benet XIII, que el tenia en gran estima, ràpidament va ascendir a les files de la jerarquia eclesiàstica, arribant a ser bisbe el 16 de juliol del mateix any i arquebisbe titular de Teodòsia el 1725. Després de fer ús dels seus il·lustrats consells al Concili de la província romana de 1725, el papa Benet XIII el va nomenar cardenal (in pectore el 9 de desembre de 1726 i públicament el 30 d'abril de 1728) i bisbe d'Ancona el 29 de gener de 1727. El concili de 1725 va ser una experiència fonamental i va ser l'únic concili en què realment va participar. Aquí Lambertini va mostrar les seves primeres grans qualitats humanes i pastorals, tenint cura dels seminaris i de la relació directa amb els seus fidels.

### Bisbe de Bolonya (1731-1740)

#### Mediador polític
El papa Climent XII, en el consistori del 30 d'abril de 1731, va nomenar a Pròspero Lambertini arquebisbe de Bolonya, la seva ciutat natal, on va entrar el 29 de maig del mateix any. Les habilitats diplomàtiques ja demostrades per Lambertini amb motiu del Concordat amb les monarquies siciliana i sarda (1727) de fet, el van convertir en el candidat més indicat per enfrontar-se amb èxit al Senat de la ciutat, amb el qual hi havia relacions difícils que van caracteritzar. la forma diàrquica de govern d'aquella ciutat, aconseguint normalitzar les relacions entre aquest organisme i la cúria diocesana. Precisament pel seu afany per mantenir bones relacions, molts canonges i clergues bolonyesos van criticar l'actuació de l'arquebisbe, ja que va soscavar, al mateix temps, els privilegis que havien gaudit fins ara. Lambertini, per exemple, aprofitava els excedents de què gaudien els eclesiàstics per fer obres d'utilitat pública, com ara la pavimentació de camins.

#### Administrador expert i protector de les arts i les ciències
A Bolonya, Pròspero Lambertini va promoure les arts i la ciència (establiment de l'Acadèmia Clementina de Pintura, batejada en honor al papa regnant Climent XII; fundació de l'Institut de Ciències) i va obtenir la segona dona llicenciada al món, Laura Bassi, donés classes impartit a la Universitat de Bolonya. Entre d'altres iniciatives, va treballar per a l'arxiu i l'ordenació de la biblioteca personal del seu predecessor Gabriele Paleotti

#### Pastoral
El futur pontífex va dur a terme la seva missió espiritual, en primer lloc, a través de visites pastorals. Aquestes no només li van assegurar un contacte continu amb la diòcesi, sinó que també li van permetre conèixer personalment les situacions reals locals del clergat i dels fidels, i intervenir de la manera més adequada en casos individuals, demostrant així una profunda vocació. Aquest darrer gest també va ser dictat per la iniciativa de donar indicacions i disposicions generals i, si cal, increpar i sancionar un clergat sovint indisciplinat o simplement ignorant. Durant els nou anys del seu episcopat, Lambertini va dur a terme una reorganització econòmica i institucional de parròquies, confraries, col·legis d'estudiants per realitzar el Concili de Trento i, per tant, donar suport a la reconstrucció de l'església metropolitana i a la construcció i estabilització dels ingressos del seminari.

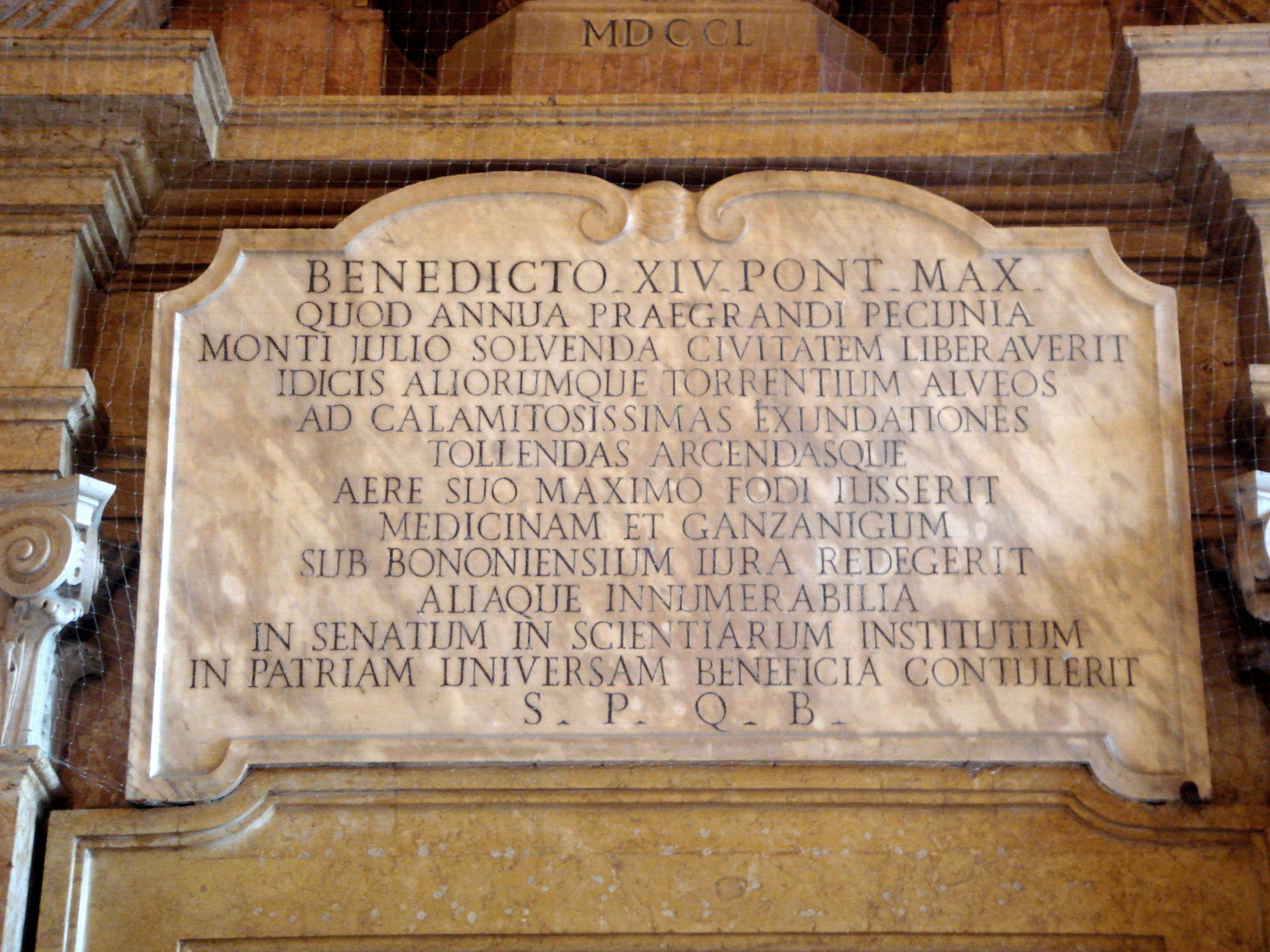
Primer pla del Palazzo d'Accursio a Bolonya. Placa (1750) en honor al papa bolonyès Benet XIV.

#### Comissions
Lambertini també va ser mecenes de les arts, encarregant la renovació d'esglésies o edificis sagrats: va subvencionar la reconstrucció de la col·legiata de San Biagio a Cento i de la catedral de Sant Pere a Bolonya (aquesta entre 1743 i 1755 ref>«Torreggiani Alfonso: interventi nella cattedrale di San Pietro».   Segretariato regionale del Ministero dei beni e delle attività culturali e del turismo per l'Emilia-Romagna. [Consulta: 8 setembre 2015].</ref>), donant a aquest darrer edifici sagrat i al temple bolonyès de San Petronio preciosos mobles sagrats; també va continuar la construcció del santuari de la Madonna di San Luca (iniciada el 1723 i acabada el 1757).

#### Consideracions
Els vint anys d'episcopat lambertinià (ocupà el càrrec fins al 1754) són considerats, per la majoria dels historiadors, positius pel compromís i profusió que l'arquebisbe va donar per augmentar la qualitat de la pastoral i de la pròpia vida de la ciutat. Mario Rosa, per exemple, subratlla la major atenció a la pastoral respecte a la purament administrativa, que va marcar un punt d'inflexió en la gestió de la vida diocesana; Alfeo Giacomelli subratlla el caràcter unitari de l'acció episcopal entre 1730 i 1754; Umberto Mazzone lloa la seva astúcia en les decisions pràctiques.

### El conclave de 1740

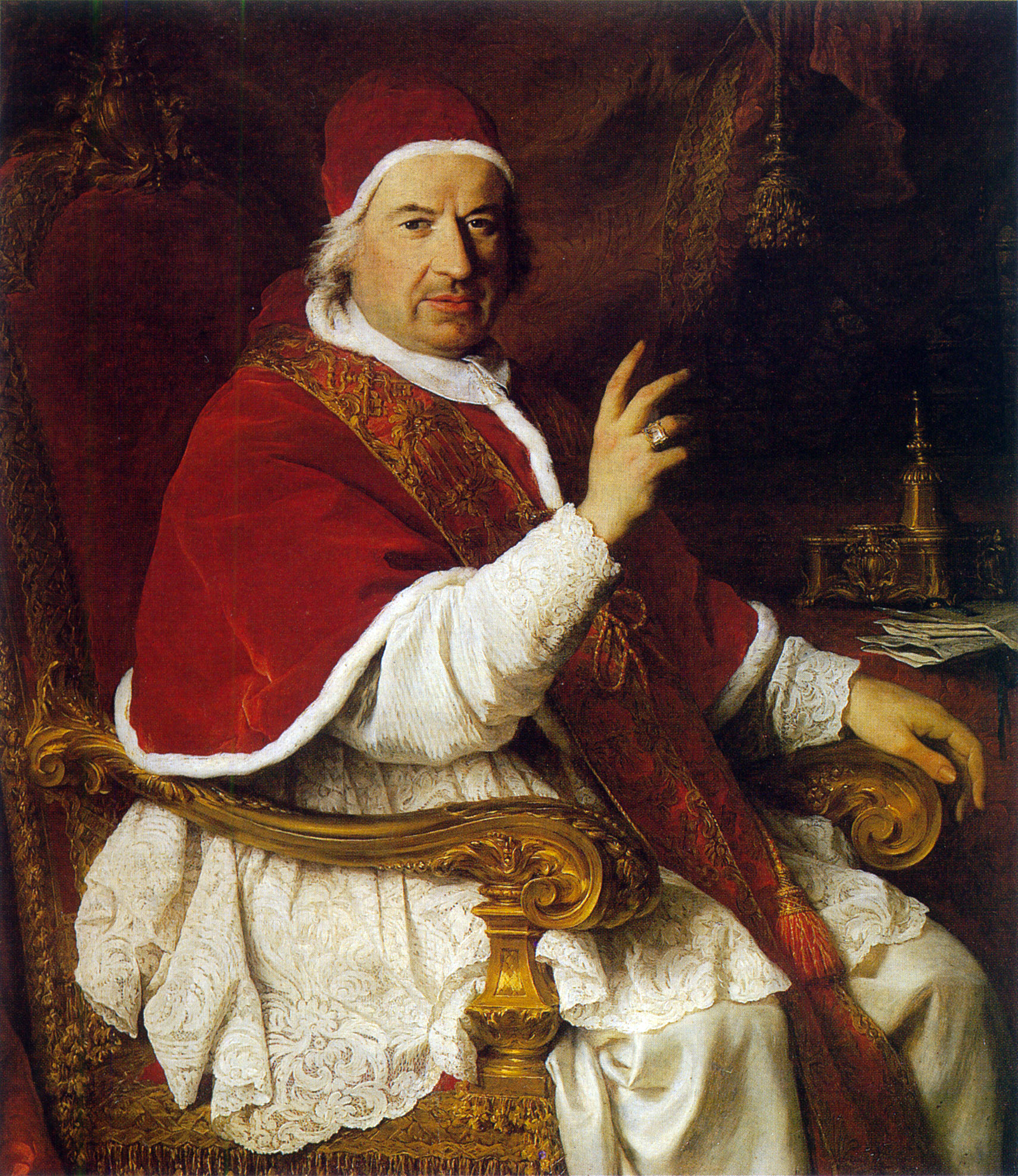
Pierre-Hubert Subleyras, Papa Benet XIV, oli sobre tela, 1745 ca., museu Condé

##### L'esperit de Lambertini
El 6 de febrer de 1740 va morir el papa Climent XII, que feia molts anys que estava malalt. El conclave que es va obrir el 19 de febrer va resultar ser un dels més durs de tota la història moderna: les faccions franco-austríaques i proespanyoles van continuar enfrontant-se i no van poder arribar a un acord sobre un candidat apreciat per ambdues parts. Després de l'escac de les candidatures de Neri Corsini i Annibale Albani, el col·legi cardinal va intentar trobar un candidat a la figura de Pompeu Aldrovandi, però aquest no va poder superar el quòrum necessari per ser elegit pontífex suprem. El cardenal Lambertini, que encara no s'havia tingut en compte com a candidat, va intentar remoure les coses dient als cardenals, amb aquell esperit de broma que el distingia: «Voleu un sant? Trieu Gotti. Voleu un estadista? Elegiu Aldobrandini. Voleu un home honest? Trieu-me".

##### Elecció i instal·lació
Tant si aquesta anècdota és certa com si no, els cardenals van coincidir que els seus vots convergissin cap a l'arquebisbe neutral de Bolonya. Va ser elegit al tron papal el 17 d'agost de 1740 , tot i no voler aquest càrrec. En el moment de la seva elecció, de fet, va adreçar als cardenals les tres raons següents, que van sancionar la seva acceptació, encara que amb reticència, del tron de Pere:
| « | La primera: per no menysprear el vostre benefici; la segona: per no resistir la voluntat manifesta de Déu, ja que la considero tal, no havent desitjat mai una vanitat tan sublim; la tercera: acabar amb aquestes trobades nostres que crec que són un escàndol per al món per la seva durada | » |

Lambertini va ser coronat papa el 22 d'agost pel cardenal diaca Carlo Maria Marini, prenent el nom de Benet en honor de Benet XIII, a qui devia la seva carrera eclesiàstica.

### El Pontificat (1740-1758)

##### Bisbe de Roma i arquebisbe de Bolonya
Malgrat haver esdevingut bisbe de Roma , Benet XVI va decidir mantenir per a sí el títol d'arquebisbe de Bolònia, governant a través de monsenyor Giambattista Scarselli: era tan gran el seu afecte que va ocupar aquest càrrec fins al 17 de gener de 1754, quan va nomenar com a successor Vincenzo Malvezzi Bonfioli. El vincle amb Bolonya va ser intens i Benet XIV va fer nombrosos regals d'art o instruments de recerca a diverses institucions culturals i eclesials de la ciutat. En concret, el Papa va posar sota la seva protecció l'Institut de Ciències de Bolonya, tant és així que va donar a la biblioteca de l'Institut (avui Biblioteca Universitària de Bolonya) la col·lecció de 25.000 llibres que conformaven la seva biblioteca personal i l'arxiu amb els papers de tota la seva vida (més de 500 càpsules o volums de papers).

#### La primera fase del pontificat: 1740-1750
Els primers deu anys del pontificat lambertià es van caracteritzar per una notable obertura cap al món laic, per l'abandonament dels prejudicis envers els mètodes de govern i les polítiques religioses dels seus predecessors. Exponent de l'Aufklärung catòlica Lambertini va decidir dur a terme una política concordada envers els poders seculars, abandonant en l'àmbit eclesiàstic l'excessiva rigidesa mental pròpia de la primera Contrareforma, tot mantenint algunes facetes, com les visites pastorals i la criteris de canonització dels sants. Aquesta obertura "moderada" es pot constatar observant específicament les directrius de l'acció benedictina.

##### Política exterior

###### Els concordats i les obertures diplomàtiques als no catòlics

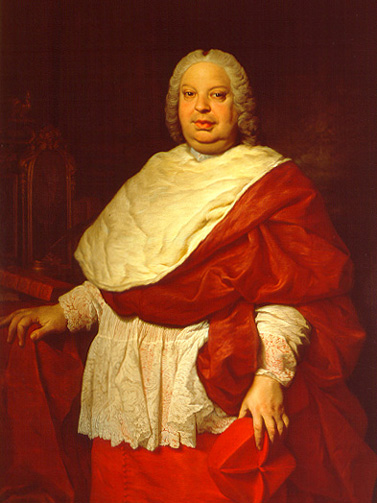
Pierre Hubert Subleyras, Retrat del cardenal Silvio Valenti Gonzaga, oli sobre tela, vers 1745, Galleria Cini, Roma. Secretari d'Estat de 1740 a 1756, Gonzaga va ser un dels principals col·laboradors diplomàtics de Benet XIV, ajudant-lo en la promoció de la seva política de concordats.

L'elecció de Lambertini al tron papal es va produir en un període de grans tribulacions, causades principalment per disputes entre les nacions catòliques i el papat. Benet  XIV es negà a refutar la major part de les peticions dels estats de nomenar els bisbes, mantenint aquest dret de nomenament a l'Església. Gràcies a excel·lents diplomàtics, com el cardenal Silvio Valenti Gonzaga (secretari d'estat des de l'elecció del papa fins a la seva mort el 1756), Benet va poder resoldre les disputes de la Santa Seu amb alguns dels principals sobirans europeus. Per exemple, amb Carles Manuel III de Savoia el Papa va estipular un concordat (5 de gener de 1741) en el qual s'establien noves mesures a adoptar pel que fa a l'administració dels feus papals en terra de Savoia. El 2 de juny del mateix any  Benet XIV i Valenti Gonzaga també aconseguiren trobar un acord amb Carles III de Nàpols pel que fa als beneficis eclesiàstics de la Santa Seu en aquell regne, renunciant a bona part dels antics privilegis. Altres acords semblants es van trobar amb el Regne de Portugal (1745) i el Regne d'Espanya (1753).
La nova concepció moderna de la relació entre el poder laic i el poder temporal de l'Església, segons la qual calia observar d'una manera nova les necessitats dels estats, pretenia superar les divergències amb esperit conciliador, perquè els bé suprem de les ànimes. De fet, Benet "...de viure en una època que exigia absolutament el compliment dels prínceps temporals en l'àmbit civil a canvi d'obtenir mà lliure en l'espiritual, no confondre amb la defensa dels privilegis del clergat". Amb aquest esperit, doncs, Benet va acceptar la total indiferència amb què va ser tractada la delegació papal amb motiu de la Pau d'Aquisgrà, pau que va sancionar la fi de la Guerra de Successió austríaca (1740-1748): en aquest congrés internacional, de fet, els poders que van donar a Felip de Borbó els feus papals de Parma, Piacenza i Guastalla sense que el Papa fos informat. Rendina dóna lloc fins i tot a teories segons les quals el pontífex pretenia abolir progressivament el domini temporal dels papes en nom de la preeminència absoluta del caràcter espiritual del ministeri petri. Les cartes que Benet XIV va escriure al marquès bolonyès Paolo Magnanai constitueixen un testimoni preció d'aquests primers anys de pontificat i de la lectura que el papa donà de la guerra de successió i de la implicació de la península com a teatre de guerra.
Amb l'esperit de tolerància que el distingia, el papa va reconèixer Frederic II com a rei de Prússia i ja no com un simple marquès de Brandenburg. La qüestió del reconeixement d'aquest títol per part de Benet a un sobirà protestant va ser una autèntica revolució diplomàtica: Lambertini, amb aquest acte, no només va diferenciar les qüestions polítiques de les religioses, sinó que també va intentar garantir els catòlics residents en aquell regne de drets que fins a aquest punt havia estat negat pels papes anteriors. Un altre signe d'obertura es va mostrar cap als protestants austríacs : Benet XIV, de fet, "...permeté a l'emperadriu Maria Teresa tolerar al seu estat els protestants, tot i que recomanant-li que cercar la conversió amb dolçor cristiana".

###### Entre Carles VII i Maria Teresa
No obstant això, Benet va cometre un error de judici en aprovar l'elecció com a Sacre emperador romanogermànic de Carles VII de Baviera, que va tenir lloc a Frankfurt del Main el febrer de 1742, com a successor de Carles VI d'Habsburg. De fet, el nou pontifex ignora l'elecció com a emperador de Francesc Esteve de Lorena, marit de Maria Teresa d'Àustria, filla de Carles VI. Tanmateix, quan Carles VII va morir el gener de 1745 i Maria Teresa, a través d'un acord amb el seu fill Maximilià III de Baviera, va obtenir el títol d'emperador per al seu marit (setembre del mateix any), la posició de la Santa Seu es va trobar immediatament vacil·lant. Encara que l'agost de 1746 Benet va enviar a les consorts imperials bandes beneïdes per al baptisme del futur Josep II d'Habsburg-Lorena, la Santa Seu no va recuperar la plena confiança de Maria Teresa. També per aquest motiu, les negociacions papals durant la pau d'Aquisgrà el 1748 van ser un fracàs, donada la victòria dels Habsburg sobre els Wittelsbach.

##### Reformes economicoadministratives

###### La reorganització de la ciutat i la redefinició dels càrrecs públics

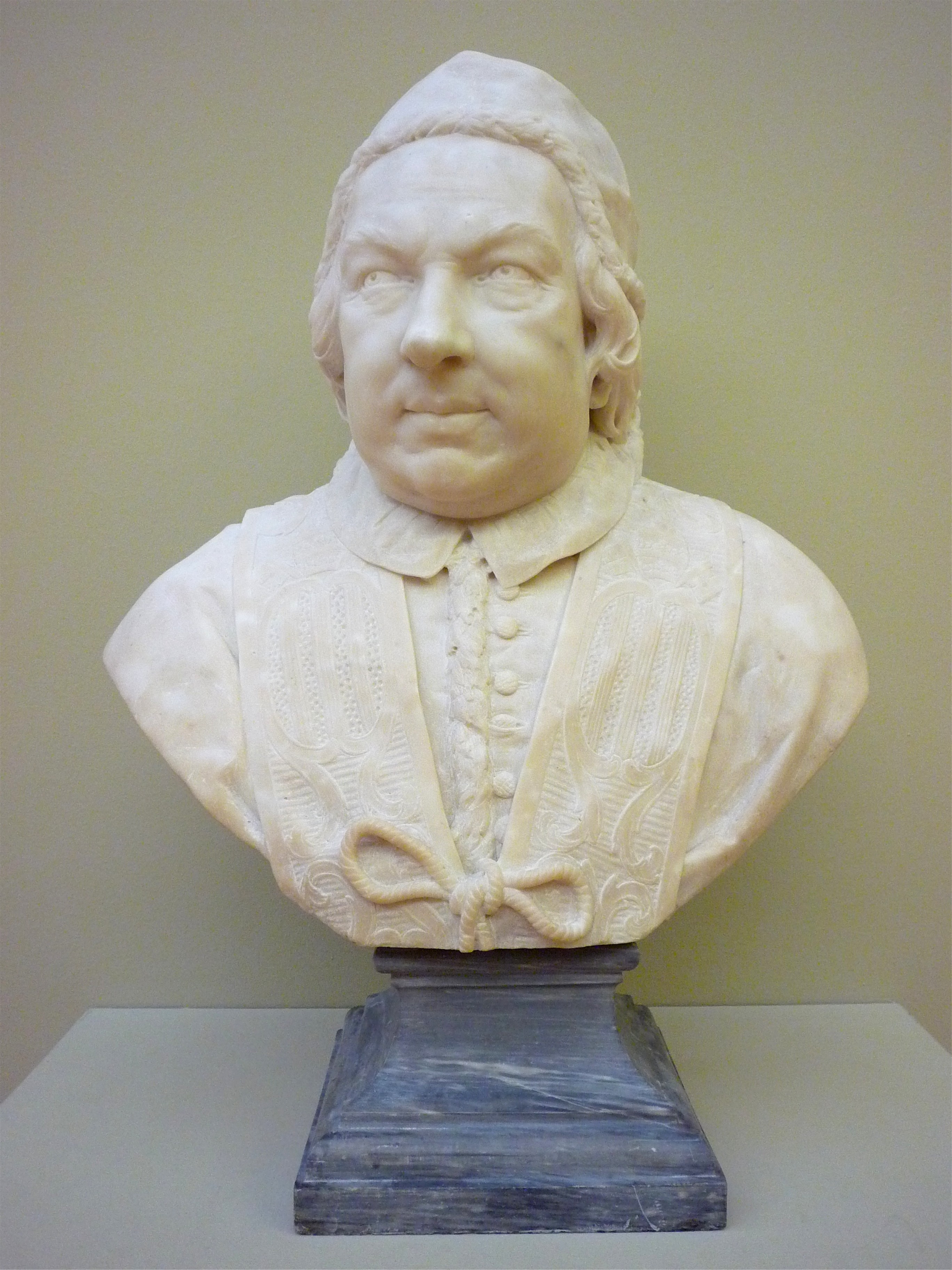
Bust de Benet XIV, fet per Pietro Bracci i exposat al Museu de Grenoble

Tan bon punt va pujar al tron papal, Lambertini va trobar una situació econòmica desastrosa. Va intentar, doncs, reorganitzar les finances i protegir la seguretat pública, ordenant la redefinició dels límits dels districtes en què estava dividida la ciutat de Roma i encarregant a l'arquitecte Giovanni Battista Nolli da Como l'encàrrec d'elaborar un plànol precís de la ciutat, que es va produir el 1748. Fins i tot abans d'aquell any, però, Lambertini va identificar els districtes amb plaques especials i va encarregar a Gregorio Roisecco que redactés la primera guia turística de la ciutat, publicada el 1745 en tres volums titulats Roma antica e moderna.
A un nivell més estrictament administratiu, Benet XIV va identificar la mala administració d'una cúria cosmopolita i corrupta com la causa principal del col·lapse financer de l'Estat Pontifici. El Papa pretenia, doncs, afavorir, mitjançant la nacionalització dels càrrecs civils, les famílies romanes que coneixien els problemes de l'Estat i que tenien interès a garantir-ne el desenvolupament i la bona administració. Per això, amb la butlla Urbem Romam, promulgada el 4 de gener de 1746 , el papa Benet va establir unregistre de la classe nobiliària romana, en el qual s'incloïen 180 famílies romanes. Entre aquestes famílies es van escollir 60 caps de família, els anomenats "LX Patricis Reclutes", que conjuntament constituïen el patriciat romà (que en gran part derivava de la noblesa senatorial de l' Imperi Romà).

###### Liberalització comercial
Ja l'any 1746 Benet va ser l'encarregat de revisar les polítiques econòmiques dels seus immediats predecessors, intentant, ajudat en això pel seu secretari privat Giovan Angelo Braschi, de revitalitzar el penós estat en què l'economia de l'Estat de l'Església es  trobava. Pel que fa estrictament al comerç, el motu proprio Pensando noi contínuament all'convenience del 29 de juny de 1748 va liberalitzar el comerç als Estats Pontificis, eliminant les duanes internes i permetent una disminució dels preus dels productes artesanals.  Gràcies a aquestes mesures el papa va aconseguir restablir bona part de les finances pontífiques.
Fumador empedernit. Potser això el va impulsar a eliminar els impostos sobre el tabac i prendre als farmacèutics dels Estats Pontificis el monopoli de la seva comercialització.

###### La reforma de l'administració i la justícia
Benet també va iniciar de seguida una obra de reforma del clergat, començant pels dignataris eclesiàstics a tots els nivells, a la Cort, a la Cúria, al govern de les diòcesis i províncies, intentant controlar i corregir els eclesiàstics indignes i incapaços, impulsats per ambició professional i poder. Amb les butlles Quantum ad procurandam (15 de febrer de 1742) i Romanae Curiae (21 de desembre de 1744) Benet va intentar millorar l'eficiència de la cúria romana, intentant simplificar el sistema interdicasterial de la cúria.  L'èxit de la seva obra reformadora no va mostrar immediatament els seus fruits, sinó que va ser fonamental per a la millora de la qualitat del clergat en èpoques posteriors. La seva activitat a favor del sistema penal i judicial també fou molt intensa, gràcies al motu proprio Dopo aver noi (30 de setembre de 1747) i amb la butlla Rerum humanarum (15 de desembre de 1747)

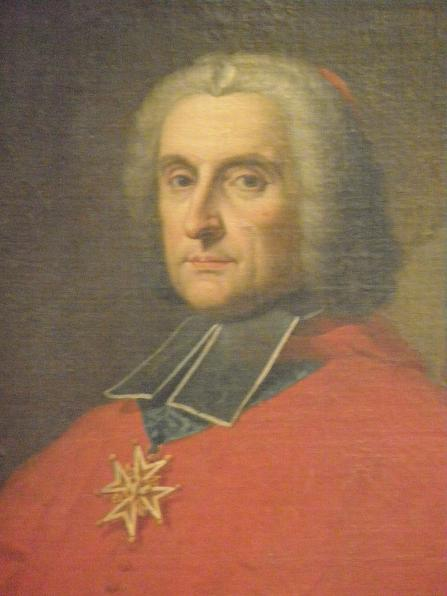
Des Neiges, Pierre-Paul Guérin Cardinale de Tencin, pintura a l'oli, segle XVIII, Trésor de la Primatiale de Lyon, Lió. El cardenal de Tencin va ser el culte cardenal francès amb qui Benet XIV va mantenir una fructífera correspondència.

###### La protecció dels pobres
Altres disposicions de caràcter econòmic-administratiu es refereixen a la limitació de despeses a favor de l'exèrcit i de la cort papal: Benet volia afavorir els més necessitats concedint, per exemple, "els camperols pobres a recollir en tots els camps de l'Estat de l'Església desafiant els propietaris que ho volien impedir, amb una multa de 30 escuts als infractors a repartir entre els mateixos pobres"." Novament per alleujar el dolor de les classes menys riques, Moroni recorda que el papa "va suprimir set pesats impostos sobre la seda crua, l'oli, el bestiar i altres mercaderies".

##### Disposicions teològiques i pastorals

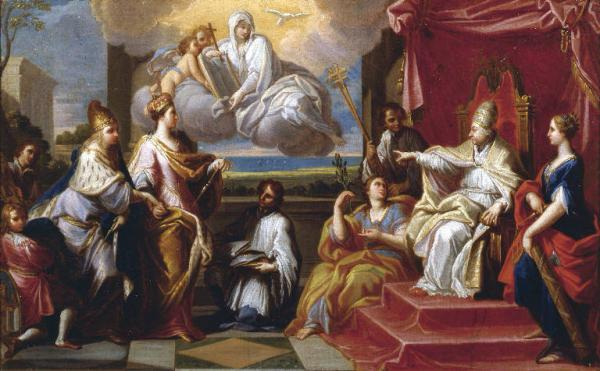
Placido Costanzi, Arbitratge del Papa Benet XIV, oli sobre tela, 1751-52, Museu de l'Acadèmia de Carrara, Bèrgam.

Benet XIV va tenir, des d'una perspectiva estrictament religiosa, un pontificat extremadament actiu. En la primera fase del pontificat va demostrar un desig de reforma en les diferents mesures teològiques i pastorals, apropant-se al clima de l'Aufklarung cristià (Il·lustració) expressada per les posicions de Ludovico Antonio Muratori i del cardenal Pierre Guérin de Tencin, amb amb qui el pontífex estava en contacte epistolar. Seguint el model de Carles Borromeu, el pontífex va cridar els bisbes a residir a les seves diòcesis, sense deixar-los per un període massa llarg (constitució Ad universae christianae reipublicae, 3 de setembre de 1746).

###### Activitat missionera
En primer lloc, l'any 1741 va emetre la butlla Immensa Pastorum Principis contra l'esclavitud a les Amèriques, demanant als bisbes portuguesos que defensessin els drets humans dels indis. Malgrat la seva posició a favor de les poblacions indígenes, Benet es va mostrar decidit a mantenir la puresa ritual fins i tot en contextos no europeus. En aquest sentit, Lambertini va promulgar les butlles Ex quo singulari (11 de juliol de 1742) i Omnium solicitudinum (12 de setembre de 1744), on denunciava l'adaptació del cristianisme als models culturals locals, molt utilitzat pels jesuïtes en les seves missions a la Xina. Per exemple, l'estatus d'avantpassat -l'honor que la cultura xinesa dona als avantpassats- s'havia de considerar "culte als avantpassats" o alguna cosa semblant a la veneració catòlica dels sants. Havent condemnat aquesta pràctica cultual amb l'Ex quo singulari, amb l'Omnium solicitudinum Benet va promoure la mateixa línia intransigent cap als ritus malabar de l'Índia. Encara a Àsia, Benet va acceptar la invitació d'alguns sobirans tibetans per enviar uns frares caputxins a aquell país per predicar l'Evangeli.

###### Les disposicions litúrgiques

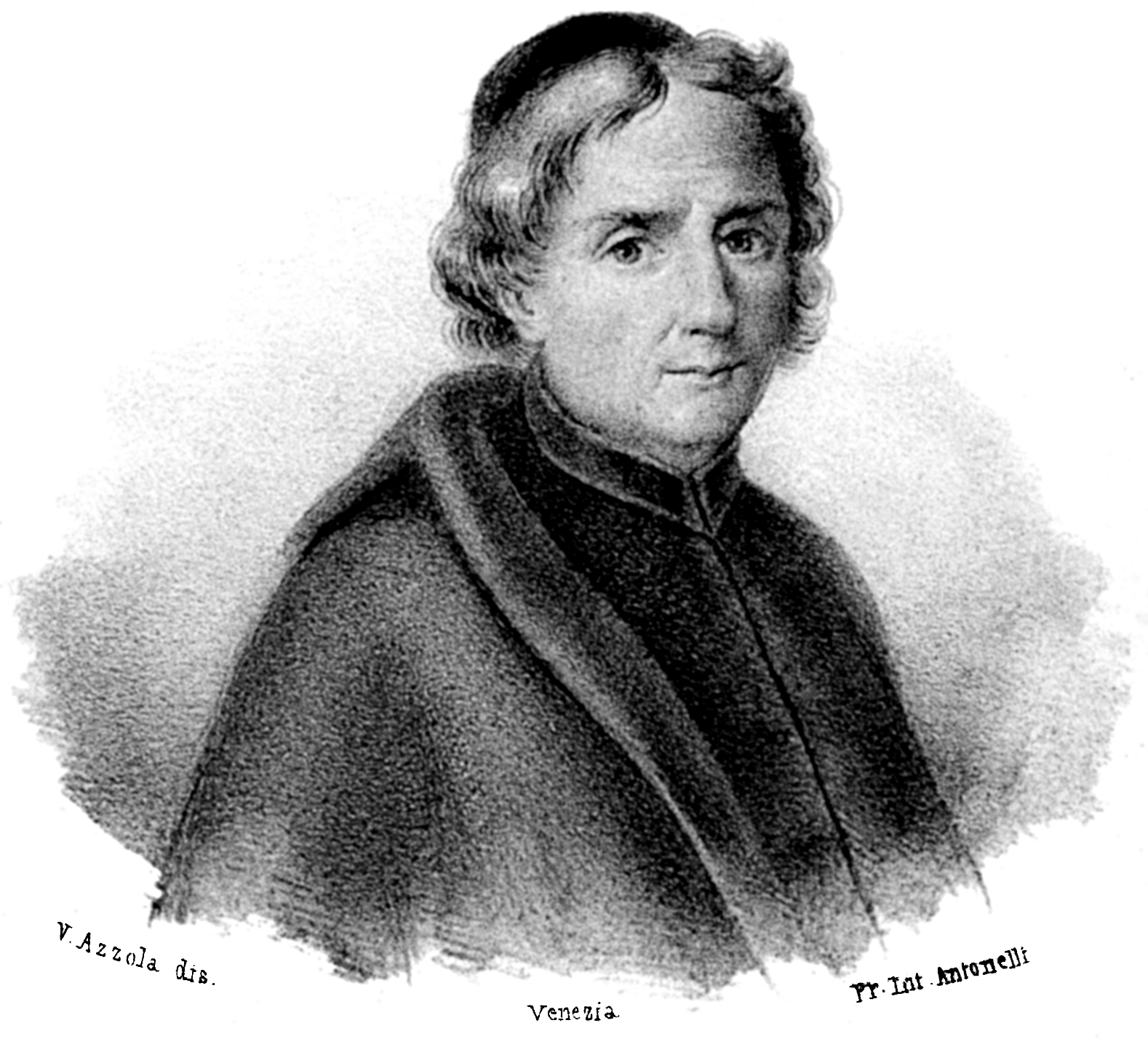
V. Azzola, Ludovico Antonio Muratori, gravat extret dels Annals d'Itàlia, Vol 1, edició de 1843. Erudit distingit de l'època de les llums, versàtil en teologia, història i literatura, Muratori va ser tingut en la més alta consideració per Benet. XIV, tant que el Papa va seguir unes indicacions de caràcter pastoral i litúrgic.

El Pontífex, desitjós de promoure una religiositat senzilla basada en la puresa del ritu, va ordenar l'any 1740 que no es fessin servir trompetes durant la celebració eucarística, i el 1746 va demanar als bisbes dels Estat Pontíficis que sempre col·loquessin el crucifix sobre els altars i controlar la devoció cap als sants, en un intent de regularitzar i normalitzar la devoció popular.Al mateix temps, el Papa va intentar situar la música sacra al centre de la celebració eucarística , purificant-la dels abusos i intentant retornar-la a la seva puresa original, segons els dictats del Concili de Trento: això és recomanat a l'encíclica Annus Qui Hunc (1749), publicada també amb motiu del proper jubileu. Basant-se en el que va demanar Muratori, Benet XIV va reduir els dies de precepte a tota Itàlia el 1742, i després va estendre aquest decret a la resta de zones d'Europa entre 1748 i 1754. Sempre amb aquest esperit, el pontífex es va proposar, ja l'any 1741, de posar en marxa una reforma general del breviari, obra que tanmateix no va poder completar per la manca de col·laboradors que l'ajudessin en aquest sentit.

En canvi, va aconseguir dur a terme la decisió d'alleujar la prohibició de la traducció de la Bíblia a l'italià. El 13 de juny de 1757 va modificar la norma anterior, que datava de Pius IV, "permetent la lectura de les versions vernacles aprovades per la Santa Seu o publicades sota la supervisió dels bisbes". L'abat Antonio Martini, posant en pràctica el desig del pontífex d'una traducció de la Bíblia a l'italià, va crear la traducció completa de la Sagrada Escriptura de la Vulgata (1769-1781)

###### El naixement de l'encíclica moderna
Benet va buscar, en aquesta obra de reforma, una forma de diàleg amb l'episcopat. De fet, el Papa sol no podria promoure les seves intencions sense que els bisbes i el clergat hi participin. Per això, poc després del seu accés al papat, Lambertini va promoure la difusió de cartes pontífiques adreçades al cristianisme catòlic (les encícliques precisament) en les quals s'escrivien les directrius pontífiques en matèria doctrinal.  La primera de les encícliques (Ubi Primum) va ser adreçada als bisbes el 3 de desembre de 1740, mitjançant la qual demanava als bisbes que respectessin les normes disciplinàries del Concili de Trento i que examinessin detingudament els candidats al ministeri sacerdotal

###### Relacions amb els jueus
La política de Benet XIV envers els jueus semblava molt menys tolerant. Ja assetjat i vilipendiat per les nacions cristianes en general per l'infame acusació de Deïcidi, el poble jueu va ser objecte de particulars persecucions en l'Estat de l'Església. En ser un Estat teocràtic, l'Estat Pontifici va ser especialment sever cap a la comunitat jueva, i aquesta situació es va agreujar durant el segle xviii, quan Climent XII , amb l'ajuda del cardenal Petra, havia publicat el 1733 un detallat manual antijueu, que també imposava una sèrie de mesures restrictives en la resta del seu pontificat.
El papa Lambertini, malgrat l'obertura cultural i psicològica demostrada en diverses ocasions, no es va desviar de les posicions tradicionals de l'Església catòlica, renovant l'esmentat codi promogut pel seu predecessor el 1746. Durant la segona fase del seu pontificat, el papa Lambertini va intensificar la qüestió amb la butlla Beatus Andreas (1755), amb la qual va prestar atenció a la qüestió de l'anomenat assassinat ritual donant al clergat instruccions severes i precises sobre com procedir. aquestes pràctiques. Tanmateix, cal recordar que aquests documents anaven dirigits contra els jueus adults. Pel que fa al bateig forçat dels infants jueus, però, Lambertini va ser molt més tolerant: va establir que no havien de ser batejats contra el consentiment dels seus pares i que el bateig podria procedir si el nen hagués estat abandonat pels seus pares.

#### El Jubileu de 1750 i Sant Lleonard
| «                                              | Quina felicitat més gran pot experimentar un cristià que veure la Glòria de la Creu de Crist en el més alt grau d'esplendor en què brilla sobre la terra, i observar amb els seus propis ulls els monuments de la victòria triomfal amb què ha fet la nostra Fe. superar el món? Aquí podreu veure l'auge del segle humiliat per retre homenatge a la Religió, i allò que va ser la Babilònia terrenal, canviat en la forma d'una nova i celestial Ciutat | » |
| — Fragment de la butlla Peregrinantes a Domino | |   |

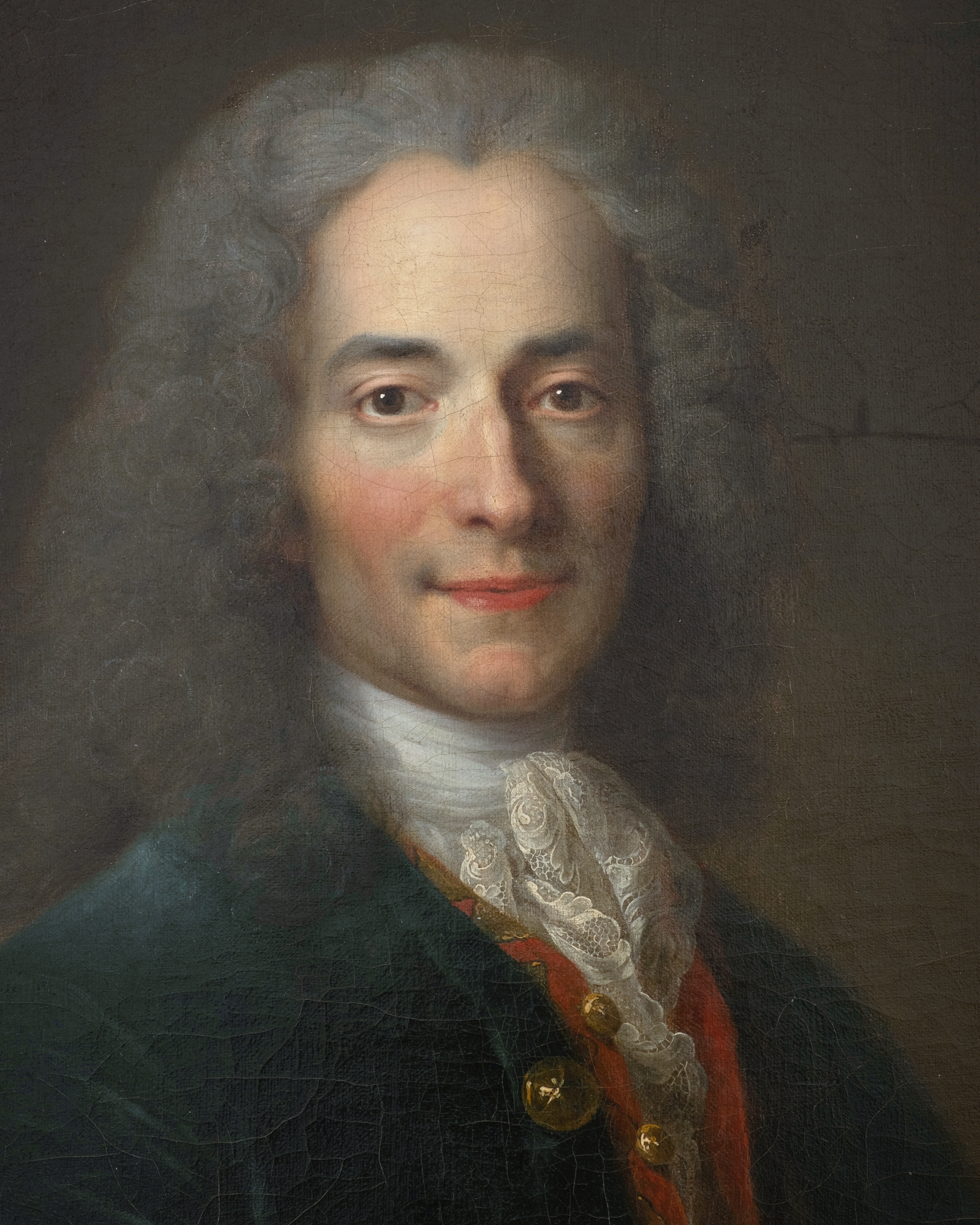
Nicolas de Largillierre, Ritratto di François-Marie Arouet, conegut com Voltaire, oli sobre tela, després de 1724-1725, Museo Carnavalet. Filòsof destacat de la Il·lustració, crític molt sever contra totes les supersticions (com també contra la religió catòlica), va tenir una relació més que singular amb aquest pontífex: apreciat per Lambertini pel do de Mahomet i per la vivacitat del seu geni, les obres de Voltaire van ser col·locades a l'Índex de llibres prohibits el 1751.

Benet XIV, amb la butlla Peregrinantes, promulgà el Jubileu de 1750. Aquest últim es caracteritzava per un clima espiritual profund (el papa cridà a Lleonard de Porto Maurizio per predicar), sense, però, aquelles teatralitats que donaven a les funcions religioses una aura de fanatisme basades en l'esperit de reforma litúrgica que promogué en aquells anys. El Pontífex es va ocupar de cada detall de l'Any Sant, establint les principals iniciatives espirituals (inclosa la unitat dels cristians), organitzant les instal·lacions d'allotjament (l'Hospital de la Trinitat va acollir, a petició del Papa, durant tres dies els pobres pelegrins) i ell mateix donant la benvinguda als pelegrins que arribaven a la ciutat eterna.
La relació que va mantenir amb l'esmentat sant Lleonard va ser molt estreta: ja present a Roma el juliol de 1749 per fer sermons sobre la penitència i la conversió del cor, el predicador franciscà anava al Papa cada diumenge. Benet, en el seu estil habitual, solia sorprendre per ell mateix participant a les reunions que feia el frare. Sempre a instàncies de Sant Leonardo, Benet va ser el primer pontífex que va establir el Via Crucis (pràctica diària per a la vida espiritual del frare) al Coliseu, monument que Benet va voler preservar del progressiu desmantellament (va ser utilitzat com a pedrera de marbre) en consagrar-la com a lloc de martiri dels primers cristians. Com a senyal d'aquesta consagració (el Via Crucis es va celebrar el 27 de novembre de l'Any Sant), el Papa va col·locar a l'arena una creu amb 14 edicules del Via Crucis, que van ser retirades l'any 1874. Només la creu va ser restaurat el 1925.

#### El tractatDe servorum Dei beatificatione
El mateix any del Jubileu, el Papa va publicar l'obra De servorum Dei beatificatione et beatorum canonizatione, fonament del procediment modern per a la canonització de sants i beats , segons el qual aquell que s'elevava als honors dels altars havia d'haver estat l'autor d'almenys un miracle, és a dir, un esdeveniment sobrenatural que produït per acció divina. L'examen d'aquest miracle ha de ser confiat a una congregació de cardenals que ha d'examinar acuradament i escrupolosament aquest miracle, juntament amb l'estil de vida i la fe del "candidat" a la santificació. Es reconeixen algunes excepcions a la regla, com en el cas de Pellegrino Laziosi, reconegut per la Congregació de Ritus sobre la base del culte des de temps immemorials (i no sobre la base d'un indult papal existent) o, de manera més general, per als casos. d' indult pontifical.

#### La segona fase del pontificat (1750-1758)

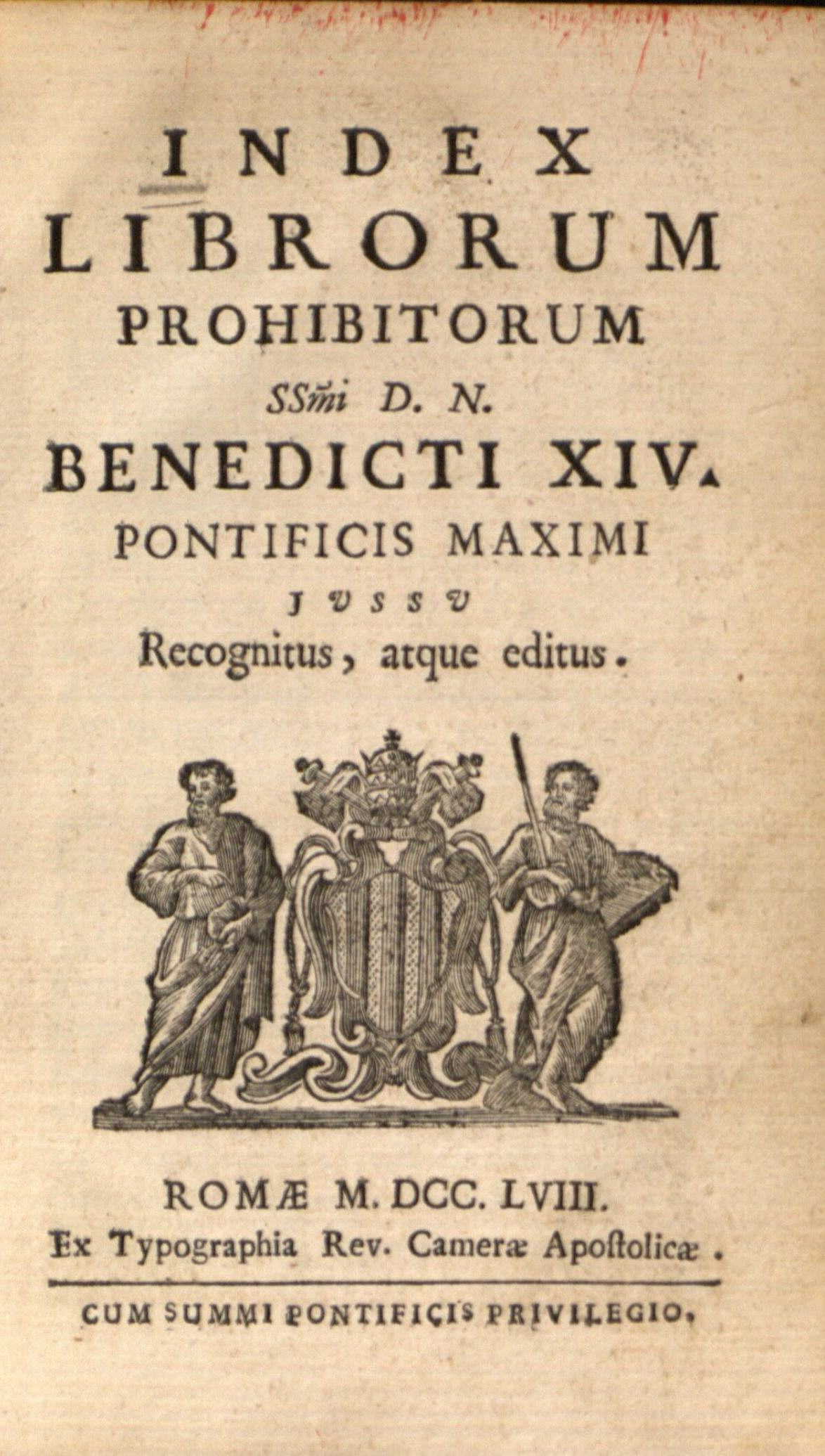
L'Índex de llibres prohibits de 1757. L'edició va provocar un enrenou per l'absència d'alguns tractats galileans, ja que l'astrònom jesuïta Boscovich havia demostrat la validesa de les tesis astronòmiques de Galileu.

En els darrers vuit anys del seu pontificat, Benet, tot i mantenir intactes algunes línies reformistes, va canviar de rumb cap a la Il·lustració i associacions alienes a les línies programàtiques de l'Església. Mario Rosa subratlla que:
| « | Aquest equilibri [entre l'ortodòxia religiosa i l'obertura a la modernitat] va permetre almenys inicialment un diàleg a distància amb alguns dels principals exponents de la Il·lustració, però tanmateix estava destinat a trencar-se poc abans del desenvolupament d'aquests corrents ideològics que, en el els ulls de la cúria romana i del mateix Benet XIV, esdevenen cada cop més amenaçadors, com havia de demostrar el canvi de la dècada de 1750 | » |

Aquest clima de prudent moderació, que alternava concessions a la llibertat de pensament i restriccions de la mateixa en defensa de la fe, va marcar l'inici d'aquell clima de conservadorisme doctrinal que es va manifestar sota els pontificats del papa Climent XIII i del papa Pius VI, així marcant el final del clima de reforma iniciat per Innocenci XI.

##### Rigidesa doctrinal
De fet, el 18 de maig de 1751, el Papa va renovar la condemna de la maçoneria (butlla Providas romanorum pontificum) ja expressada aleshores pel seu predecessor Climent XII; el 13 de març de 1752 les obres dels il·lustrats foren condemnades i col·locades a l'Índex Aquest canvi d'orientació es degué molt probablement a la por que sentia el Pontífex davant les crítiques més dures al cristianisme ia l'estructura jeràrquica de l'Església.

##### La revisió de l'Índex de llibres prohibits
El descrèdit de les dues Congregacions del Sant Ofici i de l'Índex, que s'ocupaven de la censura preventiva i la prohibició dels llibres, va induir Benet XIV a revisar acuradament tota la delicada qüestió i a reformar la legislació, regulant amb rigor tot el procediment en l'examen de obres sospitoses, per tal d'evitar l'arbitrarietat i l'abús, fins a arribar a una reforma completa de l'Índex El primer document papal sobre una reforma de l'Índex fou la constitució Sollicita ac provida (9 de juliol de 1753), amb la qual el pontífex instava a un control més acurat i intel·ligent de les obres que eren seleccionades pels censors.

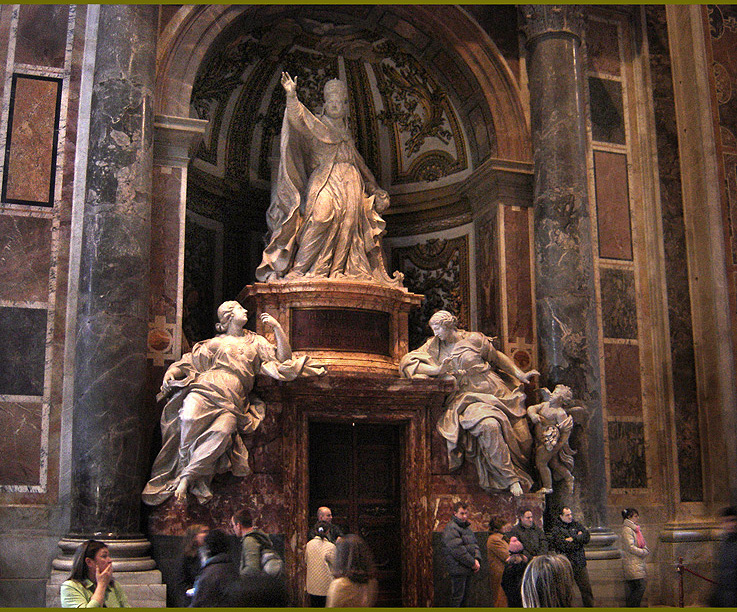
Pietro Bracci, Monument funerari de Benet XIV, Basílica de Sant Pere, 1763.

Segons Lambertini, de fet, el respecte obedent per la llei i la tradició havia d'anar de la mà amb el respecte igualment obedient per tot allò que encara estava en curs de recerca a nivell acadèmic eruditi. El 23 de desembre de 1757, Benet va publicar finalment la nova edició de l'Índex de llibres prohibits . En contrast amb l'enduriment mostrat cap al moviment de les Llums, aquesta edició "va causar sensació" per la seva liberalitat cap a les tesis copernicanes i galileanes, una actitud deguda als descobriments del científic jesuïta Ruggiero Giuseppe Boscovich.

#### Decadència, mort i enterrament
El 1758 es va produir un ràpid esgotament de les energies físiques de l'ancià pontífex, que havia arribat a la notable edat de 83 anys. A principis d'any va patir un atac de gota del qual semblava haver-se recuperat cap al febrer. Verso Cap a finals d'abril, però, es va produir l'enfonsament definitiu i el 3 de maig va morir Benet XIV. En el moment de la seva mort, es diu que va pronunciar la famosa frase llatina «Sic transit Gloria Mundi» (Així passa la glòria del món"); afegint després «Ara cau en el silenci i l'oblit, l'únic lloc que mereixo», éssent conscient que la seva obra reformatòria no seria entesa pels seus successors.

## El mecenatge de Benet XIV

### Contactes epistolars amb creients i no creients
Lambertini, com a home de gran cultura (li agradava parlar d'art i poesia), de fet va mantenir contactes epistolars no només amb els catòlics més "il·lustrats" del seu temps, de sobirans com Francesc I, Maria Teresa d'Àustria, Lluís XV de França, Joan V de Portugal a intel·lectuals del calibre de Scipione Maffei, Antonio Genovesi, Girolamo Baruffaldi, Ludovico Antonio Muratori, Pierre Louis Moreau de Maupertuisperò també amb sobirans protestants com Frederic II de Prússia, amb la tsarina Caterina la Gran de Rússia, l'anglicà Horace Walpole li va dedicar un sonet on l'admirava com "el millor dels Papes", i amb homes obertament anticlericals, com Voltaire, amb qui mantingué una relació singular. El filòsof francès, de fet, va arribar a dedicar el seu Mahomet al Papa, exaltant-lo amb la cobla següent: "Lambertinus hic est Romae decus et pater orbis,/ qui mundum scriptis docuit, virtutibus ornat ", provocant considerable vergonya entre els cercles més conservadors del catolicisme.

### La reurbanització dels edificis sagrats romans més importants
Durant el seu pontificat es van dur a terme les restauracions de diverses esglésies i basíliques.

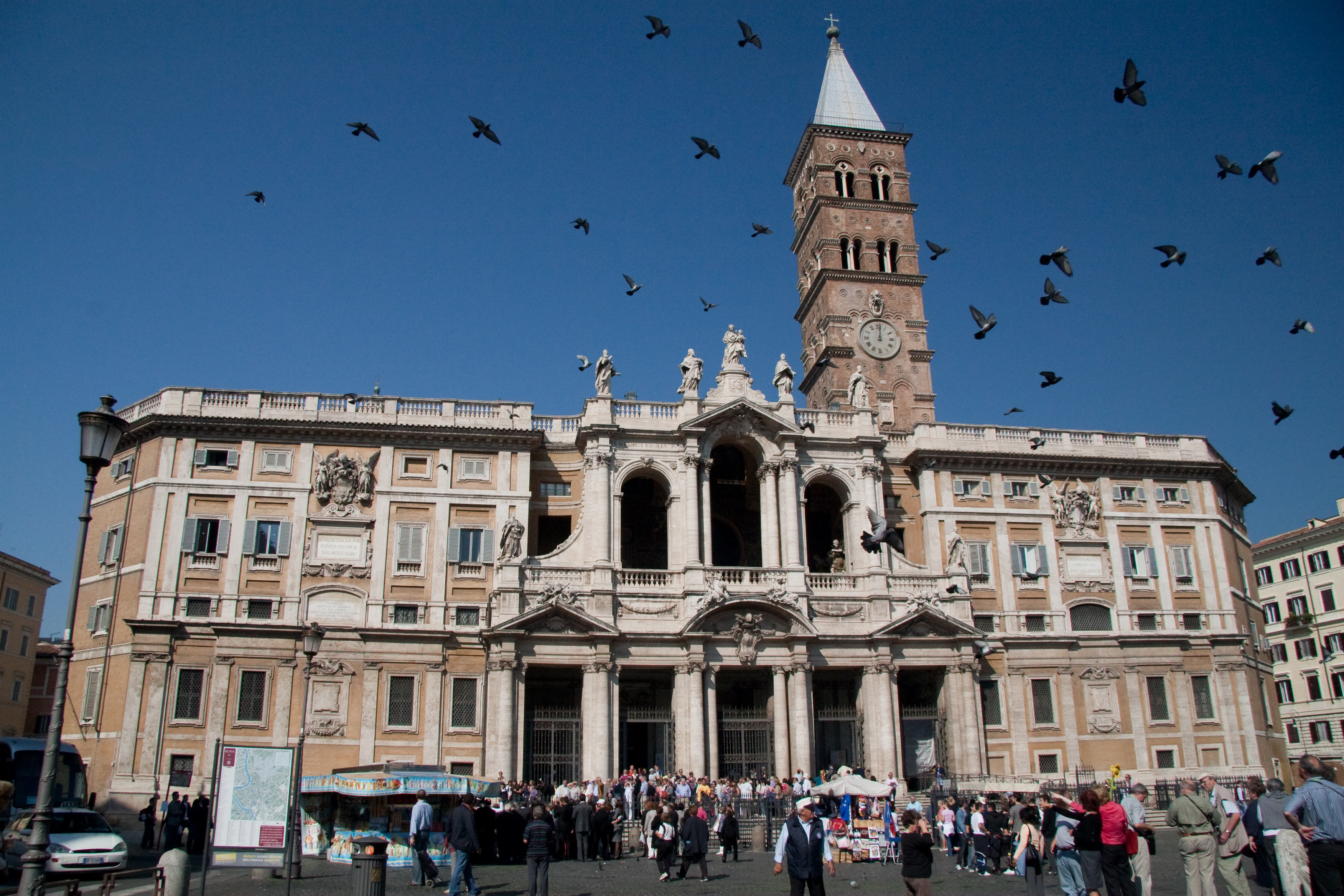
La basílica de Santa Maria la Major va ser objecte d'una atenció especial pels papes Climent XII (1730-1740) i Benet XIV, ja que l'edifici presenta fallades estructurals.

- basílica de Sant Pere: l'any 1742 Benedet va demanar a l'arquitecte Giovanni Poleni la restauració de la cúpula de la basílica, que es trobava en condicions d'estabilitat precàries. Poleni, gràcies a l'ús de la màquina divulsadora, va reforçar l'estructura de la cúpula amb sis vores de ferro, operació que va requerir cinc anys de treball (del 1743 al 1748).[91]
- Basílica de Santa Maria la Major: ja sota el pontificat de Climent XII, es trobava en molt mal estat. El porxo existent amenaçava d'esfondrar-se. Les ja esgotades finances pontifícias, però, no van permetre que l'arquitecte Ferdinando Fuga procedís amb eficàcia. No obstant això, Benet va continuar les obres de les naus fins al 1750[92]
- Basílica de la Santa Creu de Jerusalem: Benet va confiar als arquitectes Pietro Passalacqua i Domenico Gregorini l'encàrrec de restaurar la façana de l'església que posseïa quan era cardenal, donant-li el seu aspecte actual[93]
- Església de Sant'Agata in Trastevere : construïda sota el pontificat de Climent XI, Lambertini va encarregar a Giacomo Recalcati la seva reconstrucció[62]
- Església dels Sants Marcel·lí i Pere al Laterà: totalment reconstruïda amb motiu del Jubileu[62]

El papa també es va interessar per altres monuments romans.
- Castel Sant'Angelo: el 1746, després d'un concurs públic, va encarregar a l'escultor flamenc Peter Anton von Verschaffelt la creació d'una nova estàtua que representava l'àngel pel qual l'antic mausoleu d'Adrià va rebre l'epònim . El treball es va dur a terme en previsió del jubileu de 1750[94]
- Fontana di Trevi: iniciada sota Climent XII, Benet va suspendre inicialment l'obra a causa de l'enorme cost que suposava la sumptuosa obra. Aquests es van reprendre després que la font fos redissenyada el 1742, i després es va inaugurar en presència del pontífex el 1744.[62] La font va ser finalment acabada l'any 1762, sota Climent XIII.
- Colosseu: l'any 1744 el papa Benet.[95] Fins aleshores el Coliseu havia estat utilitzat com a pedrera de materials de construcció dels palaus romans. Gràcies a la intervenció de Benet XIV, el Coliseu va poder arribar fins als nostres dies.

### Bibliofília, acadèmies i desenvolupament cultural
Benet no va descuidar la promoció de la cultura, mitjançant la fundació de noves biblioteques i l'enriquiment de les existents.
- Va fundar, ja el 1740, l'Acadèmia d'Antiguitats Romanes (que més tard esdevingué l'Acadèmia Romana d'Arqueologia el 1810 , avui coneguda com l'Acadèmia Pontifícia Romana d'Arqueologia), amb l'ajuda de l'arqueòleg Johann Joachim Winckelmann.[14][96]
- Augmenta la dotació de la biblioteca del Vaticà, per al qual va comprar el fons ottobonià, i també va crear el Museu d'Antiguitats Cristianes (amb la butlla Ad optimarum artium, 30 de setembre de 1757):)[97]
- Va fer accessible la Biblioteca Corsiniana i va donar impuls a moltes biblioteques d'ordes religiosos o conventuals[14]
- Va enriquir les col·leccions dels Museus Capitolins, mitjançant la fundació de la Pinacoteca el 1748[14]
- Reformà la Universitat La Sapienza. La Sapienza es va reorganitzar a partir de dues butlles, Inter conspicuos ordinis de setembre de 1744 i Quanta Reipublicae obveniat de 14 d'octubre de 1748. Amb el primer acte el pontífex substituí la lectura de la filosofia ordinària per un ensenyament de "física experimental"; a la pràctica el curs de física es va dividir en dos cursos: un teòric, l'altre basat en la pràctica de l'observació i experimentació de fenòmens, que integrava l'ensenyament ex cathedra. La segona disposició va establir una càtedra de química per a la classe de medicina i una càtedra de matemàtiques superiors (matematica sublime), per acompanyar l'ensenyament de la geometria;[98]
- La reforma de l'Accademia dei Lincei.. Convençut que "... el millor servei que es podia fer a la Santa Seu era portar a Roma "homes erudits i honestos"", Benet va protegir la renascuda Accademia dei Lincei gràcies a l'ajuda de Giovanni Paolo Simon Bianchi (llatinitzat com a Janus). Plancus ), metge i científic de Rímini que, el 1745, va refundar l'antiga acadèmia encarregada per Federico Cesi el 1603. Sota el patrocini de Lambertini, els Lynceans tractaven principalment d'anatomia, història natural i física[99]
- La protecció de la Universitat de Bolonya. Tot i haver esdevingut papa, Lambertini va mantenir un fort vincle amb la seva ciutat natal, interessant-se per la Universitat de Bolonya, a la qual va donar la seva biblioteca privada[100] També va fundar en aquesta ciutat un museu arqueològic al qual va donar la seva important col·lecció de monedes de l'època imperial romana.

### L'impuls científic

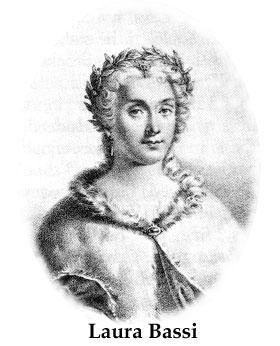
La famosa científica Laura Bassi, en un gravat de l'època, va ser professora a Bolonya a petició del llavors cardenal Lambertini.

L'animada activitat cultural de Benet no es va aturar només en el mer àmbit artístic i/o humanístic, com ho van fer els seus predecessors. Primer després de molts segles, Benet va comprendre la importància del desenvolupament de la ciència, perquè pogués esdevenir un instrument per a la millora material de la humanitat. El papa Lambertini també va continuar amb el seu patrocini de les ciències mèdiques, físiques i astronòmiques que ja s'havia desenvolupat durant el període en què va ser arquebisbe de Bolonya. El 1748, a més de Bassi, també va convidar la matemàtica milanesa Maria Gaetana Agnesi a ensenyar a Bolonya i el 1757 va obrir la primera càtedra d'obstetrícia a Itàlia a la seva ciutat natal, anomenant Giovanni Antonio Galli com a professor.
La seva elecció al tron papal va arribar en un moment de disputes entre els estats catòlics i el papat en els nomenaments dels bisbes, on els monarques els designaven bisbes en lloc de l'Església.
Benet XIV es va haver d'oposar al Regne de Nàpols, Cerdenya, Espanya, Venècia i l'Imperi, arreglant les seves relacions amb ells mitjançant concordats, que molts van jutjar massa condecendents amb els monarques.
Benet XIV va treure de l'índex de llibres prohibits el De Revolutione de Galileo Galilei, amb el que va quedar definitivament provada la teoria heliocèntrica del sistema solar. També va tenir especial transcendència que implantés, de forma pionera a Europa, una vacuna antivariòlica a tots els Estats Pontificis.

### Encícliques
El Papa Benet XIV inicià una nova forma de correspondència amb els bisbes, substancialment dedicades a la pastoral, per a les quals va encunyar el terme de carta encíclica. Durant el seu pontificat va escriure diverses encícliques entre 1740 i 1757 .
- I Ubi primum - 3 de desembre de 1740 - primera encíclica de la història de l'Església
- II Pro eximia tua - 30 de juny de 1741
- III Quamvis paternae - 26 d'agost de 1741
- IV Satis vobis compertum - 17 de novembre de 1741
- V Immensa pastorum -  20 de desembre de 1741
- VI Etsi minime - 7 de febrer de 1742
- VII Certiores effecti - 13 de novembre de 1742
- VIII Cum illud semper - 14 de desembre de 1742
- IX Quemadmodum preces - 23 de març de 1743
- X Inter omnigenas - 2 de febrer de 1744
- XI Cum semper oblatas - 19 d'agost de 1744
- XII Libentissime quidem - 10 de juny de 1745
- XIII Gravissimum supremi - 8 de setembre de 1745
- XIV Vix pervenit - 1 de novembre de 1745
- XV Accepimus praestantium - 16 de juliol de 1746
- XVI Inter caetera - 1 de gener de 1748
- XVII Magnae nobis - 29 de juny de 1748
- XVIII Annus qui hunc - 19 de febrer de 1749
- XIX Apostolica constitutio - 26 de juny de 1749
- XX Gravissimo animi - 31 d'octubre de 1749
- XXI Inter praeteritos - 3 de desembre de 1749
- XXII Celebrationem magni - 1 de gener de 1751
- XXIII Prodiit jamdudum - 30 de gener de 1751
- XXIV Elapso proxime anno - 20 de febrer de 1751
- XXV Magno cum animi - 2 de juny de 1751
- XXVI A quo primum - 14 de juny de 1751
- XXVII Cum religiosi aeque - 26 de juny de 1754
- XXVIII Quod provinciale - 1 d'agost de 1754
- XXIX Allatae sunt - 26 de juliol de 1755
- XXX Ex quo primum - 1º de març de 1756
- XXXI Ex omnibus christiani - 16 d'octubre de 1756
- XXXII Quam grave - 2 d'agost de 1757

### Consistoris per a la creació de nous cardenals
Benet va nomenar 64 nous cardenals en els seus gairebé vint anys de pontificat, durant set consistoris diferents

### Beatificacions i canonitzacions del pontificat

#### Beatificacions
- 14 de desembre de 1740
  - Stefana Quinzani (1457-1530), monja, del monestir de les Tercer orde de Sant Domèncc de Soncino[104]
- 23 d'abril de 1741
  - Alessandro Sauli (1534-1592), dels Clergues Regulars de Sant Pau, bisbe d'Aleria i de Pavia[105]
- 22 de setembre de 1741
  - Àlvar de Còrdova († 1430), prevere de l'Orde de Predicadors[106]
- 13 de desembre de 1741
  - Pere González Telmo († 1246), prevere de l'Orde de Predicadors[107]
- 7 d'abril de 1742
  - Camillo de Lellis (1550-1614), prevere, fundador dei Orde dels Ministres dels Malalts[108]
- 21 d'abril de 1742
  - Joana de Valois (1464-1505), fundadora de l'Orde de l'Anunciació de Santa Maria[109]
- 15 de maig de 1743
  - Benet de San Fratello († 1589), religiós de l'Orde de Frares Menors[110]
- 11 de setembre de 1743
  - Francesco Patrizi (1266-1328), prevere dei Servi di Maria[111]
- 25 de setembre de 1744
  - Niccolò Albergati († 1443), de l'Orde de la Cartoixa, bisbe de Bolonya[112]
- 7 de juliol de 1745
  - Pacifico da Cerano († 1482), prevere de l'Orde de Frares Menors[113]
- 29 de setembre de 1747
  - Gerolamo Emiliani (1486-1537), prevere, fundador dels Clergues Regulars de Somasca[114]
- 9 de maig de 1748
  - Gil de Vouzela († 1265), prevere de l'Orde de Predicadors[115]
  - Albert de Bèrgam († 1279), del Tercer Orde de Sant Domènec[116]
- 18 d'agost de 1748
  - Josep de Calassanç (1558-1648), prevere, fundador dels Clergues Regulars de les Escoles Pies[117]
- 11 de febrer de 1750
  - Ladislao da Gielniów († 1505), prevere de l'Orde de Frares Menors[118]
- 25 de febrer de 1750 (concessione di messa e ufficio citra tamen approbationem cultus)
  - Ramon Llull († 1316), religiós del Tercer Orde Regular de Sant Francesc, màrtir[119]
- 9 de maig de 1750
  - Marcolino da Forlì (1317-1397), prevere de l'Orde de Predicadors[120]
- 23 de juliol de 1750
  - Enric de Bolzano († 1315), laic[121]
- 21 de novembre de 1751
  - Jeanne-Françoise Frémiot de Chantal (1572-1641), viuda, fundadora de l'Orde de la Visitació de Santa Maria[114]
- 24 de febrer de 1753
  - Josep de Copertino (1603-1663), prevere de l'Orde de Frares Menors Conventuals[117]
- 25 d'abril de 1753
  - Giovanni Liccio († 1511), prevere de l'Orde de Predicadors[122]
  - Angelo Carletti († 1495 circa), prevere de l'Orde de Frares Menors[123]
- 30 de maig de 1753
  - Giuliana di Collalto (1186-1262), monja, abadessa del monestir benedictí de Santi Biagio e Cataldo a Venècia[124]
- 19 de setembre de 1753
  - Gabriele Ferretti († 1456), prevere de l'Orde de Frares Menors[125]
- 17 de juliol de 1754
  - Sveva da Montefeltro (1434-1478), viuda, abadessa del monestir de les clarisses del Corpus Christi di Pesaro[126]
- 11 de setembre de 1754
  - Giovanna da Orvieto († 1306), monja del Tercer Orde de Sant Domènec[127]
- 2 de juliol de 1755
  - Odorico da Pordenone (1265-1331), prevere de l'Orde de Frares Menors Conventuals[128]
- 17 de març de 1756
  - Forte Gabrielli († 1040), eremita camaldolès[111]
- 27 de juliol de 1757
  - Ugo degli Atti († 1270), religiós silvestrí[129]

#### Canonitzacions
- 29 de juny de 1746:
  - Camillo de Lellis (1550-1614), prevere, fundador de l'orde dels Ministres dels Malalts;[130]
  - Caterina de Ricci (1522-1590), monja del Tercer Orde regular de Sant Domènec;[130]
  - Fidel de Sigmaringen (1578-1622), prevere profès de l'orde de Frares Menors Caputxins, martire;[130]
  - Josep de Leonisa (1556-1612), religiós de l'orde de Frares Menors Caputxins;[131]
  - Pere Regalado (1390-1456), religiós de l'orde de Frares Menors.[131]
- 1 d'agost de 1742:
  - Gerard de Lunèl, eremita.[132]

### Obres de Benet XIV
Les principals obres de Pròspero Lambertini:
- Raccolta di alcune notificazioni, editti e istruzioni, pubblicate per il buon governo della sua Diocesi dall'Em.no e Rev.mo Sig. Cardinale Prospero Lambertini …, Bologna, 1733, 1735, 1740; Roma, 1742; Venezia, 1749, 1760, 1762, 1771, 1790; Torino, 1852; Traduzione latina sotto il titolo: Institutiones ecclesiasticae, Roma, 1747; Ingolstadt, 1751; Bassano, 1760; Lovanio, 1762.
- De servorum Dei beatificatione et de beatorum canonizatione, 1734-38.
- Thesaurus resolutionum S. Congregationis Concilii, 1740 (dal quale sarebbero derivate le Quaestiones canonicae et morales, 1767).
- Annotazioni sopra le feste di Nostro Signore e della Beatissima Monja secondo l'ordine del calendario romano, 1740-49 (dalle quali sarebbe emersa come opera a sé stante il De sacrosancto Missae Sacrificio, 1745, comparso isolatamente anche nell'originale testo italiano nel 1772).
- Bullarium Benedicti XIV, 1746-54.
- Opuscula miscellanea nunc primum edita atque in unum corpus collecta, Bassano, 1767.
- Casus conscientiae, 1747.
- De Synodo dioecesana, Roma, 1748, completato e arricchito nella successiva edizione del 1755; 1767; Ferrara, 1753, 1756, 1760; Padova, 1756; Parma, 1764; Venezia, 1765, 1775, 1792; Roma, 1806; Magonza, 1842; Si trova in tutte le edizioni delle Opera omnia.
- Opera omnia, in tre edizioni:
  - S.S.D.N. Benedicti XIV opera in duodecim tomos distribuita, Romae, 1747-51;
  - Benedicti XIV Papae olim Prosperi Card. De Lambertinis opera omnia in quindecim tomos distribuita Venetis, 1767, 1788, 1892;
  - Benedicti XIV Pont. Max opera omnia in tomos XVII distribuita, Prati, 1830-1946;

A queste raccolte vanno aggiunti i seguenti volumi:
- S.S.D.N. Benedicti Papae XIV … opera omnia in synopsim redacta, Romae, 1766
- Benedicti XIV acta sive mondum pubblicata sive sparsim edita, nunc primum collecta cura Rafaelis de Martinis, 2 voll., Nespoli, 1894
- Benedicti XIV Pape opera omnia inedita, quae primum publicavit Fr. Heiner, Friburgo, 1904
- Cerimoniale Episcoporum Santissimi D.N. Benedicti Papae XIV iussu editum et auctum, Roma, 1752

## Judicis sobre Benet XIV

### Entre els segles XVIII i XIX

#### Comentaris positius
| «                                              | Després de Marcel II, allunyat massa aviat del cristianisme, cap papa havia pujat a la seu de Roma que en termes d'enginy i prudència fos comparable a Lambertini. Va trobar que per mantenir les raons, la millor manera és no irritar els oponents. Va ser papa com el segle va voler. Les disputes amb Roma ja no eren hostilitats, sinó discussions, i la incredulitat que malauradament s'estenia entre generacions es va aturar en presència d'un Papa amable i enginyós. | » |
| — Carlo Botta, Història d'Itàlia , llibre XLI) | |   |

Amb aquestes paraules Carlo Botta va descriure en poques línies la figura de Benet XIV. El mateix Lambertini era vist, per la historiografia catòlico-liberal i per la liberal (com Simonde de Simondi) com el brillant exemple d'una Església que pretenia renovar-se des de les profunditats. Tanmateix, Benet no només va ser apreciat pel món catòlic. Com ja s'ha dit abans, el papa Lambertini va ser molt estimat pels ateus i els protestants, per la seva actitud conciliadora i il·lustrada. De fet, després de la seva mort, l'escriptor Horace Walpole, fill del primer ministre britànic Sir Robert Walpole, va fer erigir un monument l'epígraf del qual informava de la dedicació dels anglicans" al millor dels pontífexs ":
| «                         | Pròspero Lambertini / Bisbe de Roma / Amb el nom de Benet XIV / No obstant un príncep absolut / Regnà tant innocentment / No obstant un D. / Restaurà el llustre de la tiara / Només amb aquestes arts / Només ell ho va aconseguir / Només amb la seva virtut / Estimat pels papistes / Estimat pels protestants / Un clergue sense insolència ni / interès / Un príncep sense favorits / Un Papa sense nepotisme / Un autor sense vanitat / Un home / Qui ni esperit ni poder mai / va embrutar / El fill d'un ministre afavorit / Home que no cortejava / príncep / Ni venerava cap eclesiàstic / Ofereix en un país protestant / Això mereixia encens al millor / Dels pontífexs romans. | » |
| — Horace Walpole, Epitafi | |   |

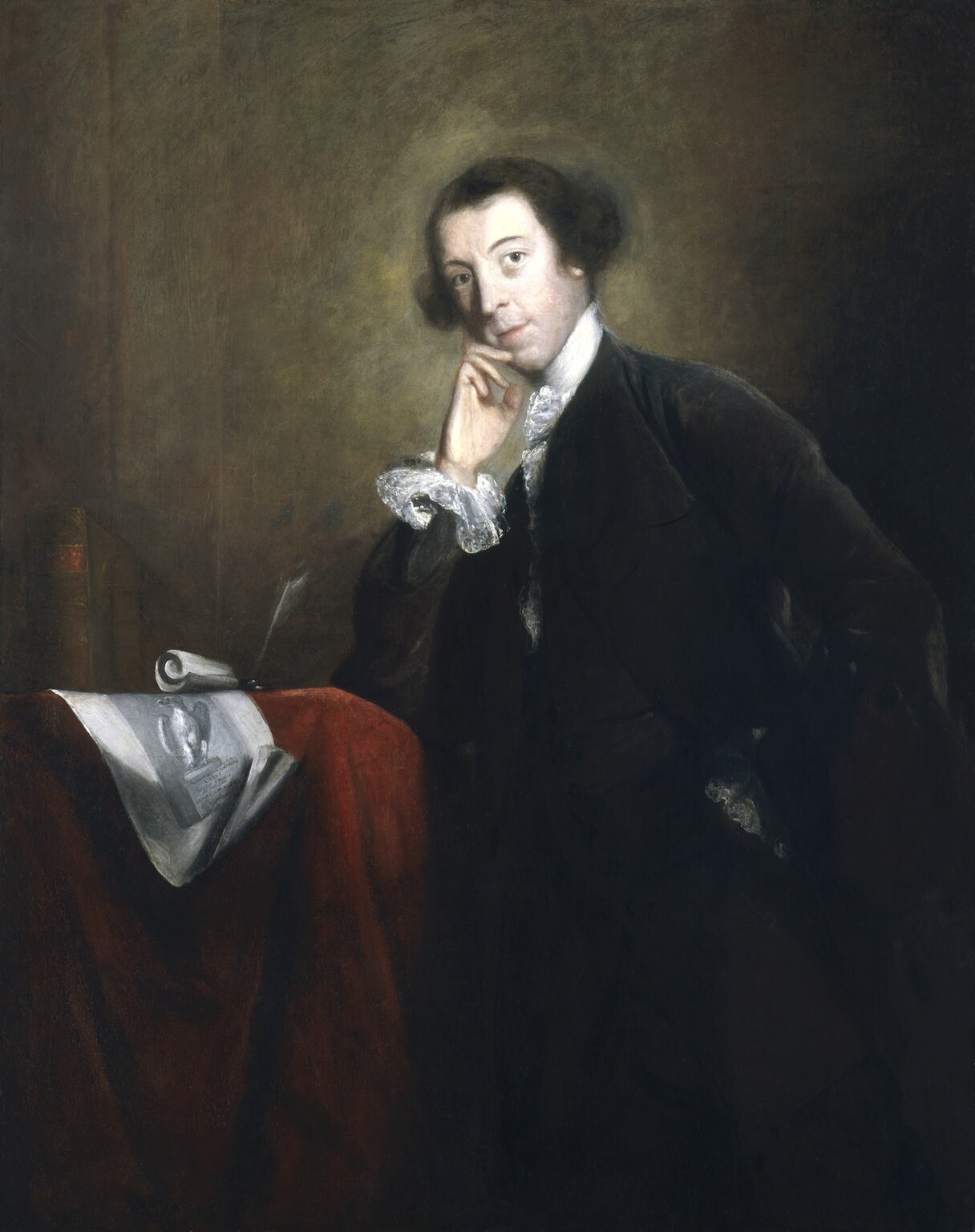
Joshua Reynolds, Retrat d'Horace Walpole, c.1756-1757, Oli sobre tela, National Portrait Gallery, Londres.

És molt significatiu que en un país com el Regne Unit, amb una tradició antipapista molt forta, es fessin aquests elogis. Moroni continua informant de les reaccions d'altres països protestants:
{{cita|Els periodistes de Leipzig, Holanda, Wittenberg , Londres i un miler de protestants més li van elogiar unànimement, anunciant les seves obres amb reputació. El senyor Pitt, parent del ministre anglès del mateix nom, es va procurar el seu bust i va fer tallar aquest epígraf al pedestal:

GIOVANNI PITT / QUI MAI HA DIT BÉ / SOBRE CAP SACERDOTE DE L'ESGLÉSIA ROMANA / HA FAGUT LLEVAT AQUEST MONUMENT / EN HONOR AL SUPREM BENEDIT XIV / PONTIF"|
A més de les demostracions de simpatia mostrades per les elits anglicanes i protestants de manera més general, el papat lambertià també va ser jutjat positivament pels historiadors d'aquesta confessió religiosa, com l'anglès Thomas Macaulay.

### La jerarquia eclesiàstica

#### Els successors immediats
Per part de la jerarquia eclesiàstica, però, l'obra de Lambertini no va ser rebuda per la majoria del clergat, tant que el seu immediat successor, el papa Climent XIII, va anul·lar bona part de l'esperit reformador de Lambertini. Això no es devia només a la diferència de caràcter entre els dos homes, sinó també a raons precises de govern eclesiàstic. Com hem pogut comprovar en els darrers anys del pontificat lambertià, l'impuls innovador propugnat als anys quaranta es va esvaint davant l'agressivitat i l'anticlericalisme cada cop més flagrant d'algunes branques de la Il·lustració radical personificades pels diferents primers ministres dels tribunals europeus, entre els quals va destacar a Pombal del Regne de Portugal. Els successors de Benet XIV, és a dir, Climent XIII i Climent XIV estaven dotats realment d'una perspectiva eclesial menys oberta que la de Lambertini, dedicant-se a consolidar la vessant política del papat.

#### Els papes del segle XX
La seva figura va ser revaloritzada durant el segle xx, quan Giacomo Della Chiesa va prendre el nom de Benet XV (1914), en honor de Lambertini que fou, com ell, arquebisbe de Bolonya abans d'ascendir al tron papal. L'any 1958 el papa Pius XII, amb motiu del bicentenari de la seva mort, va pronunciar un elogio del papa Lambertini, reconeixent les seves qualitats humanes i l'acció pastoral:
| «          | El dos vegades centenari de l'any de la mort del papa Benet, i a qui la història de l'Església continuarà assignant un merescut lloc entre els més il·lustres Successors de Pere. | » |
| — Pius XII | |   |

### Historiografia dels seglesxixixx

#### Les crítiques de l'obra de Lambertini
Durant el segle xix, quan la religió es va posar a la defensiva a causa del liberalisme i de la indiferència religiosa, el papat lambertià no va ser jutjat amb tant entusiasme pels historiadors catòlics. Per exemple, Ludwig von Pastor, tot i que va subratllar la seva grandesa d'esperit, en canvi es va mostrar crític amb la seva política de concordats, ja que era conforme i mancava d'esperit autoritari en la defensa dels beneficis eclesiàstics.
Un altre historiador i teòleg catòlic alemany, el cardenal Joseph Hergenröthe (1824-1890),  va jutjar que l'actitud conciliadora de Benet era raonable i en principi admissible".

### Posicions delseglexx
La figura de Benet va ser àmpliament revalorada durant el segle xx, tant per l'Església (com s'ha resumit més amunt) com per la historiografia i el periodisme vaticà . De fet, per l'extraordinària modernitat amb què s'adreçava al món secular i per la bondat del seu caràcter, tant que fou definit com el "Cardenal Roncalli del segle xviii" o com el "... modest però convençut precursor de la línia joanina" Benet XIV va gaudir de crítiques molt positives. Malgrat això, com subratlla l'editor de l'entrada de l'Enciclopèdia dels Papes dedicada a Lambertini, l'historiador Mario Rosa, encara manca un estudi orgànic sobre la figura del pontífex De fet, tot i que hi ha alguns estudis crítics de qualitat, com els realitzats per Emilia Morelli sobre la correspondència amb De Tencin o el congrés d'estudis lambertinians celebrat a Cento l'any 1981, la figura del pontífex durant el segle XX ha no s'ha estudiat en la seva complexitat : les úniques excepcions són les intervencions artístiques i urbanes realitzades a Roma i el vincle amb els ordes religiosos.
La historiografia dels darrers anys, però, no està totalment d'acord amb la validesa de l'obra de Lambertini. Gaetano Greco, en un assaig recent, reconeix l'esperit d'obertura i la grandesa del Papa bolonyes, però alhora també subratlla el seu caràcter conservador, encaminat a garantir que es respectin en absolut els dictats del Concili de Trento, per imposar una visió "europea" del cristianisme (amb relació a la condemna dels ritus i dels avantpassats i malabar) i mantenir una legislació antijueva. Al contrari, Gianvittorio Signorotto, davant les crítiques de Greco, ens convida a "tenir en compte l'entorn en què Lambertini es va trobar actuant, la cúria romana, i, sobretot, recordar que la seva formació estava molt arrelada a la cultura de finals del segle xvii".  Per moderar les dues posicions, pot ser útil la conclusió de Luigi Mezzadri i Paola Vismara:
| «                             | En un balanç global, es pot afirmar que Benet però moltes perspectives estaven destinades a tancar-se per greus problemes de l'exterior (política jurisdiccional dels Estats, cultura il·lustrada d'origen anticristià). | » |
| — Mezzadri-Vismara , pàg. 316 | |   |

## Benet XIV en la cultura de masses

### Il cardinale Lambertini
Benet XIV va ser conegut entre el gran públic gràcies al dramaturg Alfredo Testoni el qual, després d'haver estudiat els documents i testimonis històrics relatius a l'episcopat lambertinià  en donaà un simpàtic retrat a la seva comèrdia  Il cardinale Lambertini, del  1906. La representació teatral, que va tenir un èxit molt significatiu entre els espectadors (entre 1906 i 1921, hi va haver més d'un miler de representacions), va ser portada després amb èxit a la gran pantalla el 1934 per Ermete Zacconi i posteriorment per Gino Cervi, a la a la pel·lícula homònima de 1954 dirigida per Giorgio Pàstina, i a la pantalla petita gràcies al drama televisiu homònim de 1963 , dirigit per Silverio Blasi, i novament interpretat per Cervi.

### Altres aparicions
Benet XIV és un personatge secundari de la pel·lícula fantàstica La Befana vien di notte II - Le origini, interpretat per Corrado Guzzanti.

### Esport
L' equip de bàsquet de Cento va ser batejat en la seva memòria, anomenat Benedetto XIV Cento (i també conegut per motius de patrocini com Sella Cento) que va néixer dins la Parròquia de San Biagio . L'aleshores rector Don Salvatore Baviera va fundar l'equip l'any 1964 i va triar el nom de Benet XIV per recordar el Papa que, a més de passar les seves vacances d'estiu al Castello della Rocca , va elevar Cento al rang de ciutat.
Amb el temps, l'equip es va convertir en un club independent, arribant a la Sèrie A2 el 2018 on encara juga avui dia.